# Vovo Deville
Vovo Deville era um programa humorístico da TV Excelsior Rio de Janeiro, exibido as sextas feiras às 20 horas e trinta minutos, como revista no estilo "Vaudeville", tendo como encerramento o famoso "Coral dos Bigodudos", onde se reunia todo o elenco do programa. O programa existiu de setembro de 1963 até dezembro de 1964.

## Referência
- Almanaque de Cultura Popular